# Título ejecutivo
Un título ejecutivo es aquel documento al cual la ley le atribuye la suficiencia necesaria para exigir el cumplimiento forzado de una obligación que consta en él.
Por lo general, en los diversos ordenamientos jurídicos sólo la ley puede crear títulos ejecutivos. Las partes no pueden crearlos, pues ellos no miran sólo al interés particular de los contratantes, sino que también hay un interés público comprometido, lo que se constata al reservar el procedimiento ejecutivo a aquellas obligaciones cuya existencia y exigibilidad se hayan reconocido y declarado por algún medio legal.

## Clasificación de los títulos ejecutivos
El título ejecutivo puede clasificarse en público o auténtico y privado, según quien haya intervenido en su otorgamiento.
- Títulos ejecutivos auténticos: son aquellos en cuyo otorgamiento interviene un funcionario público con las formalidades prescritas por la ley, y en el ejercicio de sus atribuciones.

- Títulos ejecutivos privados: son aquellos que se extienden por los particulares sin las formalidades legales, y que adquieren carácter ejecutivo por reconocimiento efectuado por la justicia.

Pueden también clasificarse en completos o perfectos e incompletos o imperfectos, según que tengan fuerza ejecutiva por sí mismos o no la tengan.

## Regulación por países

### Chile
En Chile, los títulos están enumerados en el Artículo 434 del Código de Procedimiento Civil y en algunas leyes especiales.
De acuerdo al Decreto Ley 3475, sobre Impuestos de Timbres y Estampillas, de 1980, ciertos títulos, para que puedan tener mérito ejecutivo, deben haber pagado el impuesto correspondiente, y aquel documento que no haya satisfecho ese impuesto, carece de mérito ejecutivo, mientras no se acompañe constancia de haberse pagado las multas, reajustes e intereses conjuntamente con el impuesto.
- Datos: Q25593566